# Eucharidema aroensis
Eucharidema aroensis là một loài bướm đêm trong họ Geometridae.